# Ставропольська губернія
45°03′00″ пн. ш. 41°59′00″ сх. д. / 45.05° пн. ш. 41.983333333333° сх. д.
Ставропольська губернія (Ставропільська губернія, рос. Ставропольская губерния, до 1847 — Кавказька губернія)  — адміністративно-територіальна одиниця на півдні Російської імперії.

## Географія
Межувала з Кубанською областю на заході, із Землею Війська Донського і Астраханською губернією на півночі та з Терською областю на півдні та сході.
Найбільша довжина з північного заходу на південний схід — 442 версти, найбільша ширина — 202 версти.
Площа губернії — 53 246 верст². Рельєф губернії на більшій частині території був рівнинним. Лише на південному заході (поблизу Ставрополя) — невисокі гори.

## Населення

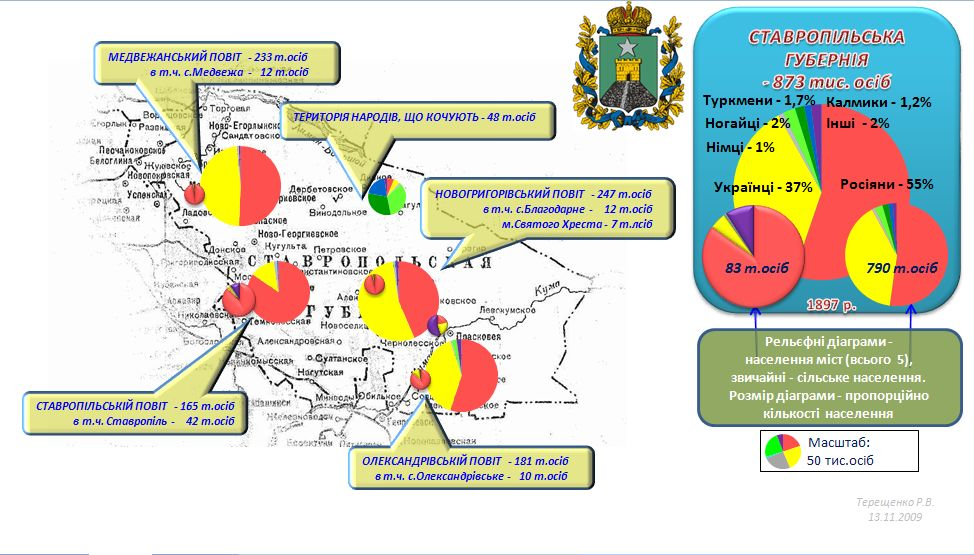
Населення Ставропольської губернії за переписом 1897 р.

За даними на 1897 р. на території губернії проживало 873 301 особа (444 579 чоловіки і 428 722 жінки), у тому числі у містах 83 025.
Густота населення 17 осіб на 1 версту². Найбільша густота населення характерна для Медвеженського повіту (38 осіб на 1 кв.версту), найменша — на території кочових народів (2,4 особи на 1 кв.версту).
Розподіл населення за мовами (перепис 1897 року):
- Російська — 482 495 (55,2%)
- Українська — 319 817 (36,6%)
- Ногайська — 19 651 (2,3%)
- Туркменська — 14 896 (1,7%)
- Калмицька — 10 814 (1,2%)